# جایزه نوبل ادبیات ۱۹۱۵
جایزه نوبل ادبیات سال ۱۹۱۵ به نویسنده فرانسوی رومن رولان (۱۸۶۶–۱۹۴۴) با دلیل «به عنوان ادای احترامی به آرمان‌گرایی والای آثار ادبی او و همدردی و عشق به حقیقت که با آن انواع مختلف انسان‌ها را توصیف کرده است.» اهدا شد. این جایزه سال بعد در تاریخ ۹ نوامبر ۱۹۱۶ به او اهدا شد، رولان سومین فرانسوی است که برنده جایزه نوبل ادبیات می‌شود.

## برنده جایزه
رولان عارف و صلح‌طلبی بود که در زمینه معنویت، یوگا و فلسفه هندی مطالعه می‌کرد. او در سال ۱۹۲۹ انجمن بین‌المللی بیوژنتیک را برای پیشبرد هماهنگی، پایداری و صلح تأسیس کرد. او از طریق ارتباطات، ایده «احساس اقیانوسی» را که به حس یکی بودن با جهان اشاره دارد، به افرادی مانند زیگموند فروید و دیگران منتقل کرد و باعث الهام بسیاری از نویسندگان شد. صرف نظر از ژانر، ادبیات رولان بر جستجوی لذت، هدف و حقیقت توسط بشریت متمرکز است. ژان کریستف کرافت و آنت ریویر، شخصیت‌های اصلی مجموعه رمان‌های ژان-کریستف (۱۹۰۴–۱۹۱۲) و روح مسحور (۱۹۲۲–۱۹۳۳) در کشمکش برای وجود مادی و معنوی خود هستند. رولان برای تعریف سبک مجموعه آثار، اصطلاح «roman-fleuve» را ابداع کرد که به «رمان رودخانه‌ای» ترجمه و گفته می‌شود. او در مقاله خود با عنوان «تئاتر مردم» از دموکراتیزه کردن تئاتر دفاع کرد.

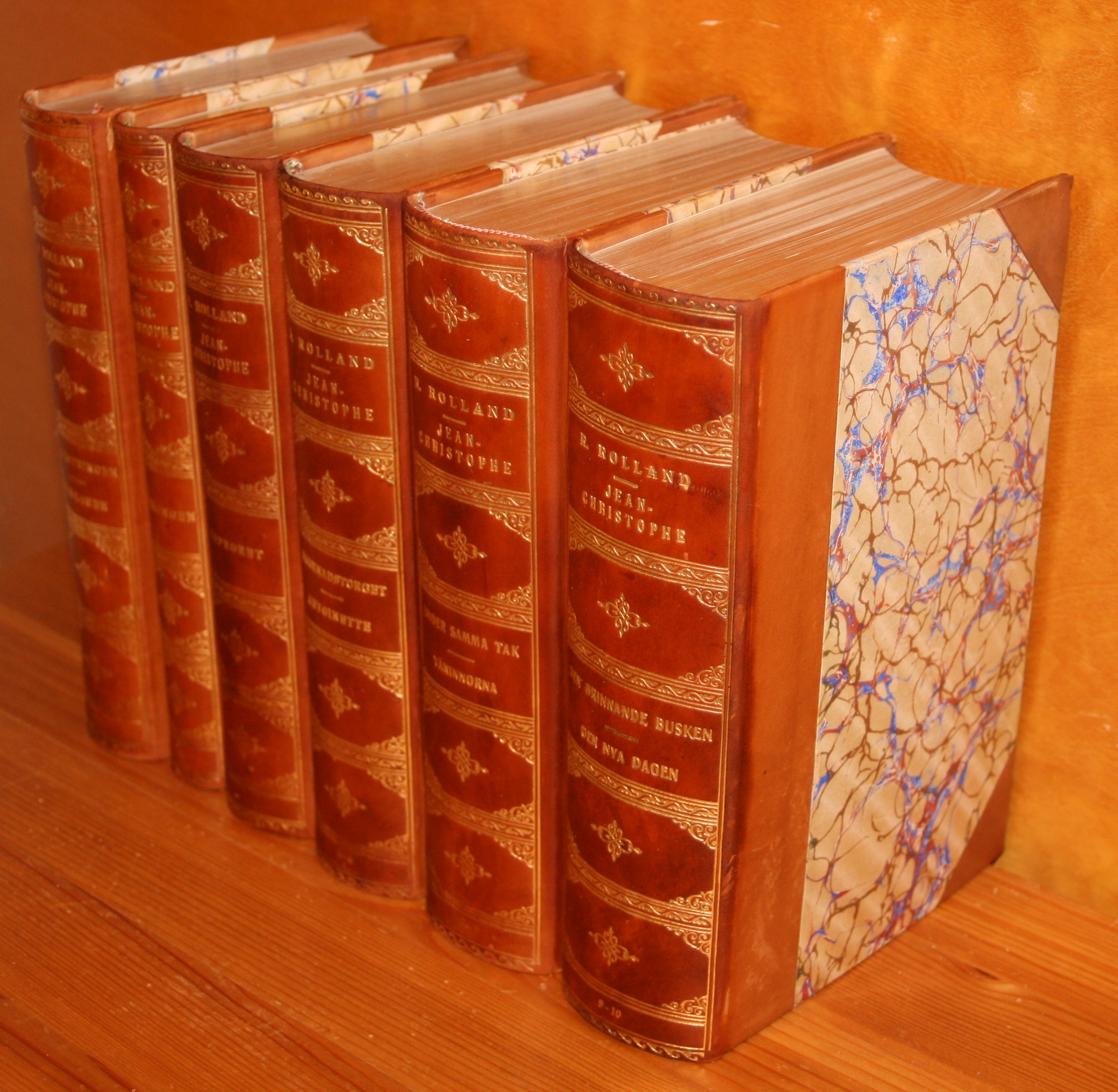
ترجمه سوئدی کتاب ژان کریستف، ۱۰ بخش در ۶ جلد

در سال ۱۹۳۶، رومن رولان، زیگموند فروید متخصص مغز و اعصاب و نویسنده اتریشی را برای نوبل ادبیات نامزد کرد که منجر به بحث‌های زیادی در کمیته نوبل آکادمی شد.

## گفتگوهای نامزدی

### نامزدی‌ها
آکادمی زبان سوئدی ۲۶ نامزدی پیشنهادی برای ۲۲ نویسنده دریافت کرد. در میان آنها رومن رولان که به تازگی نامزد شده بود، سال بعد پس از تنها سه نامزدی، این جایزه را دریافت کرد. دیگر نویسندگان تازه نامزد شده چارلز داوتی کاوشگر بریتانیایی، و فردیناند آوناریوس، شاعر آلمانی، بودند. نویسنده ایتالیایی، گراتزیا دلدا - تنها نامزد زن - بیشترین تعداد نامزدی را دریافت کرد.
نویسندگان معروفی من جمله مری الیزابت برادون، توماس الکساندر براون، ساتورنینو کالیا، لوئیجی کاپوانا، لوئیجی کاپوانا، گاستون آرمان دو کایاوه، رمی دو گورمون، فرانسیسکو گینر د لوس ریوس، توفیق فکرت، جیمز الروی فلکر، جاستوس مایلز فورمن، الیزابت بوینتون هاربرت، البرت هابرد، چارلز کلاین، اورلیو تولنتینو، لوسی بتیا والفورد، بوکر تی. واشینگتن، الن جی وایت و جولیا دیتو یانگ در سال ۱۹۱۵ بدون اینکه نامزد دریافت جایزه شوند، درگذشتند.

### تصمیم جایزه
در سال ۱۹۱۶، کمیته نوبل پیشنهاد داد که جایزه سال ۱۹۱۵ به نویسنده اسپانیایی، بنیتو پرز گالدوس اهدا شود. اما در نهایت، اعضای آکادمی سوئد به جای پرز گالدوس، به رومن رولان رأی دادند تا جایزه را دریافت کند. انتخاب رولان به عنوان بازیگر نقش اول مرد در زمان جنگ جهانی اول که از نظر سیاسی بحث‌برانگیز بود، او را هم در آلمان و هم در فرانسه، زادگاهش، منفور کرده بود.